# Sam Jacobs

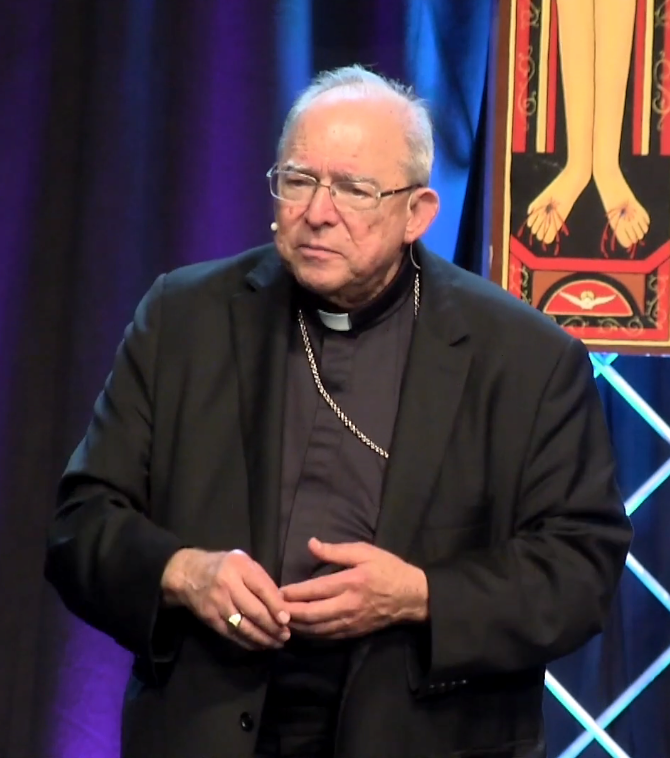
Sam Jacobs, 2019

Sam Gallip Jacobs (* 4. März 1938 in Greenwood, Missouri, USA) ist emeritierter Bischof von Houma-Thibodaux.

## Leben
Sam Jacobs wuchs in Lake Charles auf und besuchte von 1951 bis 1957 das Immaculata Seminary in Lafayette. Von 1957 bis 1964 studierte er an der Katholischen Universität von Amerika in Washington, D.C. Katholischen Theologie und Philosophie und wurde anschließend durch Weihbischof Warren Louis Boudreaux am 6. Juni 1964 zum Priester des Bistums Lafayette geweiht. Am 29. Januar 1980 wurde er in den Klerus des neugegründeten Bistums Lake Charles inkardiniert.
Papst Johannes Paul II. ernannte ihn am 1. Juli 1989 Bischof von Alexandria. Die Bischofsweihe spendete ihm der Erzbischof von New Orleans, Francis Schulte, am 24. August desselben Jahres; Mitkonsekratoren waren Jude Speyrer, Bischof von Lake Charles, und Warren Louis Boudreaux, Bischof von Houma-Thibodaux.
Am 1. August 2003 wurde er von Johannes Paul II. zum Bischof von Houma-Thibodaux ernannt; die feierliche Amtseinführung (Inthronisation) fand am 10. Oktober desselben Jahres statt.
Am 23. September 2013 nahm Papst Franziskus seinen altersbedingten Rücktritt an.